# Alan C. Ziegler
Alan Conrad Ziegler (* 10. Dezember 1926 in Texas; † 16. September 2003 auf Hawaii) war ein US-amerikanischer Zoologe, der auf Hawaii lebte und sich mit dessen Fauna und Naturgeschichte befasste. Außerdem war er Umweltaktivist in Hawaii.

## Leben
Ziegler zog 1967 nach Hawaii, wo er als Kustos für Wirbeltier-Zoologie am Bishop Museum tätig war. Er verließ das Museum 1983 und wurde unabhängiger Berater in Zoologie. Daneben lehrte er auch Anthropologie, Zoologie und Naturwissenschaften an Colleges in Hawaii und der University of Hawaii.
Er war an der Entdeckung einer ganzen Reihe ausgestorbener flugunfähiger Vögel wie Ibise, Adler, Finken, Eulen, Raben und Gänse in Hawaii ab den 1970er Jahren beteiligt. Die Fossilien fanden sich ab 1971 unter anderem in alten Sanddünen, Lavatunneln und Karstlöchern, insbesondere gesammelt von der Amateur-Paläontologin Joan Aidem. Ziegler erweiterte dies später durch reichhaltige Funde in Sinkholes (besonders in der Karst-Ebene von Ewa). Der einzige Fund ausgestorbener Vögel auf Hawaii vor 1971 war 1926 eine ausgestorbene Gans, die unter 25 m Lava gefunden wurde. Beschrieben wurden die Funde der 1970er Jahre 1982 in einem Smithsonian Report von Storrs Olson und Helen F. James.
Als Umweltaktivist setzte er sich für die Erhaltung von Fundstellen und Biotopen ein und bekämpfte die Ansiedlung neuer Arten wie den Axishirsch oder Aale.
Von Ziegler stammt ein Standardwerk über die Naturgeschichte von Hawaii, das er kurz vor seinem Tod veröffentlichte. Es war das erste solche zusammenfassende Werk nach dem von seinem Vorgänger am Bishop Museum William Alanson Bryan 1915. Ferner war Ziegler an der Säugetierfauna von Neuguinea interessiert und verfasste gemeinsam mit William Zander Lidicker die Schrift Report on a collection of mammals from eastern New Guinea; including species keys for fourteen genera.
Er war ein Outdoor-Aktivist und umrundete die sechs größten Inseln von Hawaii in einem Kajak. Ziegler war verheiratet und hatte einen Sohn und eine Tochter.

## Dedikationsnamen
2005 benannte Kristofer Helgen die Rattenart Hydromys ziegleri von Neuguinea zu Ehren von Alan Ziegler.

## Schriften
- Hawaiian Natural History, Ecology and Evolution, University of Hawaii Press 2002, ISBN 0-8248-2190-4
- Inference from prehistoric faunal remains, Addison-Wesley 1973